# Энггано (язык)

Остров Энгано

Энггано — язык энгганцев, народа в Индонезии, проживающего на острове Энгано (около юго-западного побережья острова Суматра). По одной версии, является языком австронезийской языковой семьи западнозондской зоны (по Нотхоферу, барьерно-батакской группы); по другой — изолированным языком с австронезийскими заимствованиями. Число говорящих — 1500 человек (2000 год).

## Фонетика
Язык энггано имеет 8 гласных и 13 согласных фонем.

### Гласные
|         | Передние | Средние | Задние |
| ------- | -------- | ------- | ------ |
| Верхние | i        | ɨ       | u      |
| Средние | e        |         | o      |
| Нижние  | ɛ        | a       | ɔ      |

Каждая гласная фонема имеет свою назализированную пару.

### Согласные
|             |             | Билабиальные | Альвеолярные | Дорсальные | Дорсальные | Глоттальные |
| ----------- | ----------- | ------------ | ------------ | ---------- | ---------- | ----------- |
| Палатальные | Велярные    | Билабиальные | Альвеолярные |            |            | Глоттальные |
| Взрывные    | Глухие      | p            | (t)          |            | k          | ʔ           |
| Взрывные    | Звонкие     | b            | d            |            | g          |             |
| Фрикативные | Фрикативные | (f)          | s            |            |            | h           |
| Аффрикаты   | Глухие      |              |              | t͡ʃ         |            |             |
| Аффрикаты   | Звонкие     |              |              | (d͡ʒ)       |            |             |
| Назальные   | Назальные   | m            | n            | ɲ          |            |             |

В скобках — звуки, встречающиеся только в южных диалектах.